# Tipula (Savtshenkia) fragilina
Tipula (Savtshenkia) fragilina is een tweevleugelige uit de familie langpootmuggen (Tipulidae). De soort komt voor in het Nearctisch gebied.